# Dominator (álbum de U.D.O.)
Dominator es el duodécimo álbum de estudio de la banda alemana de heavy metal U.D.O., publicado en 2009 por AFM Records. De acuerdo con el guitarrista y productor Stefan Kaufmann es uno de los discos más satisfactorios que han hecho, incluso en una entrevista lo citó como el mejor álbum de la banda hasta entonces. Por otro lado, por primera vez en la carrera del grupo se usó en la portada una mascota empleada anteriormente en otro disco, en este caso el personaje de Mastercutor en versión robot.

## Lista de canciones
Todas las canciones escritas por Udo Dirkschneider y Stefan Kaufmann, a menos que se indique lo contrario.
| N.º | Título                                                            | Escritor(es)                      | Duración |  |
| 1.  | «The Bogeyman»                                                    | Dirkschneider, Kaufmann, Wienhold | 4:03     |  |
| 2.  | «Dominator»                                                       |                                   | 4:45     |  |
| 3.  | «Black and White»                                                 |                                   | 4:08     |  |
| 4.  | «Infected»                                                        |                                   | 3:35     |  |
| 5.  | «Heavy Metal Heaven»                                              |                                   | 4:20     |  |
| 6.  | «Doom Ride»                                                       |                                   | 5:21     |  |
| 7.  | «Stillness of Time»                                               |                                   | 6:31     |  |
| 8.  | «Devil's Rendezvous»                                              |                                   | 3:35     |  |
| 9.  | «Bleeding Heart» (incluida solo para Japón)                       |                                   | 2:57     |  |
| 10. | «Pleasure in the Darkroom» (incluida solo en la edición limitada) |                                   | 4:20     |  |
| 11. | «Speed Demon»                                                     |                                   | 4:04     |  |
| 12. | «Whispers in the Dark»                                            | Dirkschneider, Kaufmann, Wienhold | 4:26     |  |

## Posicionamiento en listas
| País      | Lista                   | Máxima posición |
| --------- | ----------------------- | --------------- |
| Alemania  | Media Control Charts    | 27              |
| Finlandia | Suomen virallinen lista | 35              |
| Suecia    | Sverigetopplistan       | 51              |
| Suiza     | Schweizer Hitparade     | 100             |

## Músicos
- Udo Dirkschneider: voz
- Stefan Kaufmann: guitarra eléctrica
- Igor Gianola: guitarra eléctrica
- Fitty Wienhold: bajo
- Francesco Jovino: batería